# Cuộc tấn công Jenin lần thứ ba
Cuộc tấn công Jenin lần thứ ba (tên mật là chiến dịch Home and Garden) được quân đội Israel tiến hành vào ngày 3 tháng 7 năm 2023. Cuộc tấn công phần lớn nhắm vào trại tị nạn Jenin nằm ở thành phố Jenin của Palestine, tại bên Bờ Tây do Israel chiếm đóng với mục tiêu nhanh chóng nhắm vào các binh sĩ trong trại.
Trại tị nạn Jenin được thành lập vào năm 1953, là nơi trú ẩn của những người Palestine di cư hoặc bị lực lượng Israel trục xuất trong cuộc chiến tranh Palestine năm 1948. Jenin, một đô thị có dân số khoảng 18,000 người. Do mật độ dân số cao khiến cho trại rơi vào tình trạng nghèo đói và thất nghiệp đồng thời phải đối mặt với điều kiện sống khó khăn, phần lớn là do lệnh trừng phạt của Israel ảnh hưởng tới 80% kinh tế của Jenin. Đây cũng là địa điểm thường xuyên xảy ra nhiều sự cố trong cuộc xung đột Israel-Palestine.
Cuộc tấn công bắt đầu vào rạng sáng ngày 3 tháng 7 năm 2023 khiến ít nhất 10 người Palestine thiệt mạng và 100 người khác bị thương. Quân đội nhấn mạnh rằng, cuộc tấn công là một trong nhiều giới hạn trong khu vực ở trại tị nạn này. Sau cuộc tấn công, gần 500 gia đình Palestine phải di cư do cuộc tấn công của Israel. Đây là cuộc tấn công có lực lượng trên không lớn nhất ở Bờ Tây trong hơn 20 năm kể từ cuộc nổi dậy Intifada. Giới quân sự và chính trị Israel gàn như có quan điểm khác nhau về quy mô và mục đích của chiến dịch.

## Bối cảnh

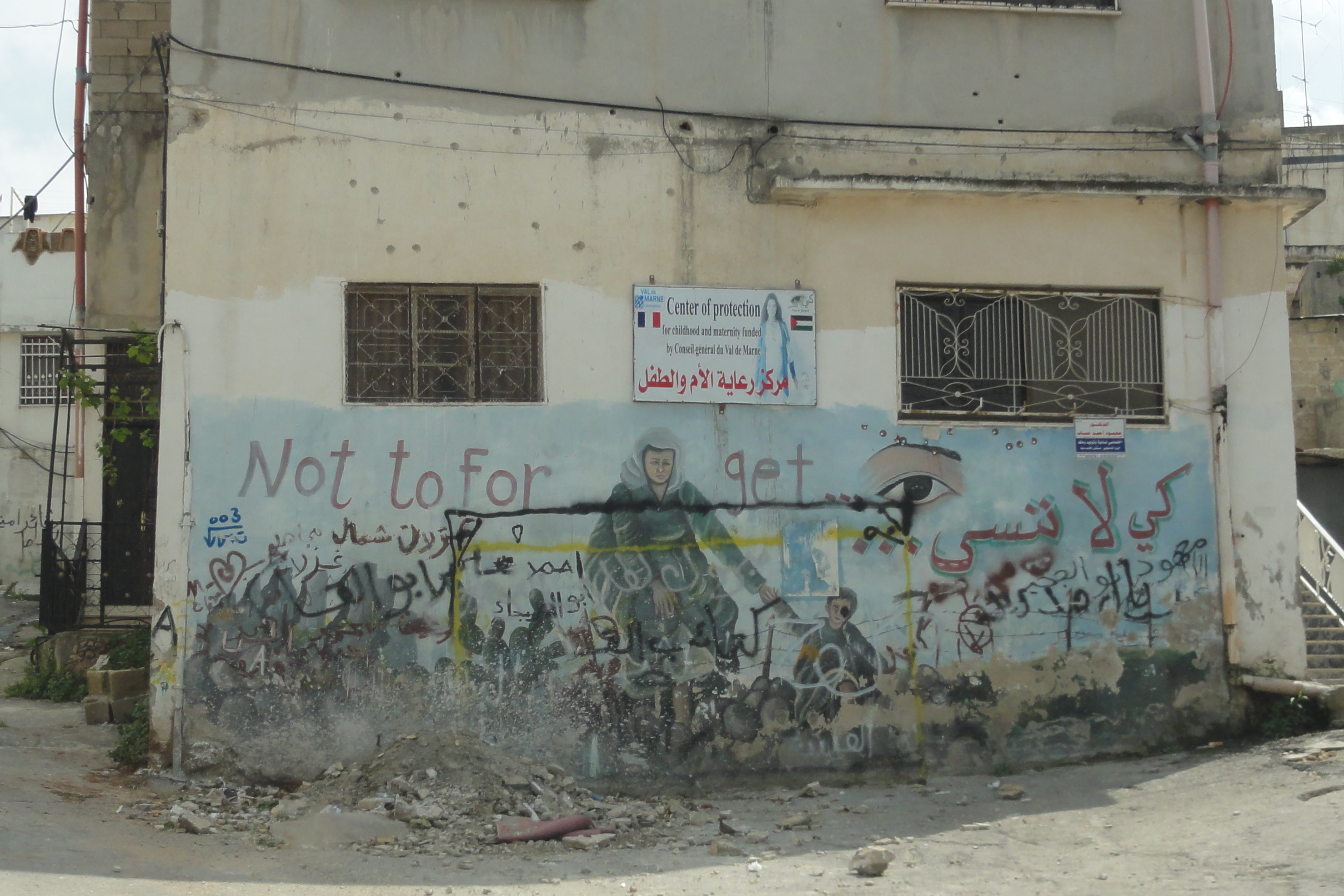
Một dòng chữ được vẽ bằng tranh phun sơn tại trại Jenin với câu "Đừng quên"

Trại tị nạn Jenin được thành lập vào năm 1953, là nơi trú ẩn của những người Palestine di cư hoặc bị lực lượng Israel trục xuất trong cuộc chiến tranh Palestine năm 1948. Do mật độ dân số cao khiến cho trại rơi vào tình trạng nghèo đói và thất nghiệp. Đây cũng là địa điểm thường xuyên xảy ra nhiều sự cố trong cuộc xung đột Israel-Palestine. Kể từ khi căng thẳng giữa Israel và Palestine leo thang vào đầu năm 2022, trại Jenin và các thị trấn lân cận lần lượt là tâm điểm của cuộc xung đột. Trong lịch sử, Jenin đã từng là một thành trì trong cuộc kháng chiến chống lại Israel và là nguyên nhân đáng kể trong phong trào Intifada. Bộ trưởng Bộ Ngoại giao Israel Eli Cohen đã mô tả trại này chính là "tâm điểm của nhiều hoạt động khủng bố" và cáo buộc Iran đang tài trợ cho các binh sĩ trong trại.
Trong năm 2023, do chính phủ Israel nghi ngờ trại này là nơi trú ẩn cho các binh sĩ là thủ phạm của nhiều cuộc tấn công bên trong Israel. Vì vậy, chính phủ đã ưu tiên trấn áp trại tị nạn. Bạo lực dần gia tăng ở Tây Ngạn khi một cuộc tấn công khác ở Jenin đã xảy ra hai tuần trước đó, một vụ phóng tên lửa bắt nguồn từ khu vực này và các cuộc tấn công của người Jenin vào các ngôi làng của người Palestine. Hơn nữa, quốc gia này cũng phải đáp trả cho nhiều cuộc tấn công nhằm vào người Isarel khi một vụ nổ súng vào tháng 6 khiến 4 người Israel thiệt mạng. Nhiều thành viên trong chính phủ cánh hữu của thủ tướng Benjamin Netanyahu cũng đã ủng hộ cho cuộc tấn công quân sự với quy mô lớn hơn nhằm để giải quyết tình trạng bạo lực đang diễn ra tại đây.

## Diễn biến chiến dịch

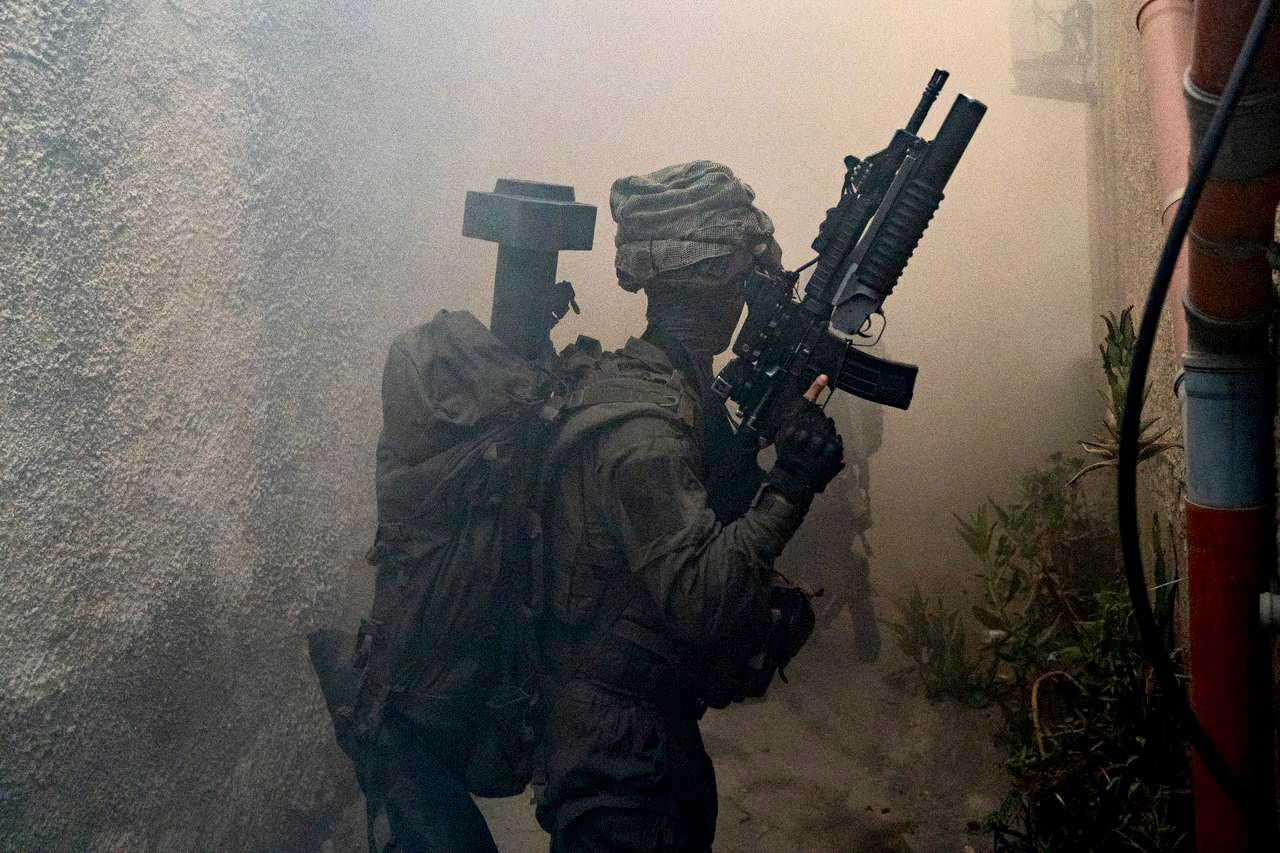
Một người lính Israel trong cuộc tấn công

Vào khoảng 1 giờ sáng, nhiều máy bay không người lái thả hàng loạt những quả bom vào trong trại. Các cuộc không kích sau đó đã được triển khai cho đến giữa trưa. Khoảng 14 giờ sau cuộc tấn công, hơn 2,000 binh sĩ của lực lượng Israel tiến vào trong trại.
Quân đội Isarel sau đó đã chặn nhiều con đường vào Jenin, giành quyền kiểm soát trên các tòa nhà và ngôi nhà đồng thời bố trí những tay súng bắn tỉa nằm trên gác mái. Máy ủi quân sự cũng đã được sử dụng để dọn đường qua những khung phố hẹp tạo điều kiện thuận lợi di chuyển của lực lượng Israel.

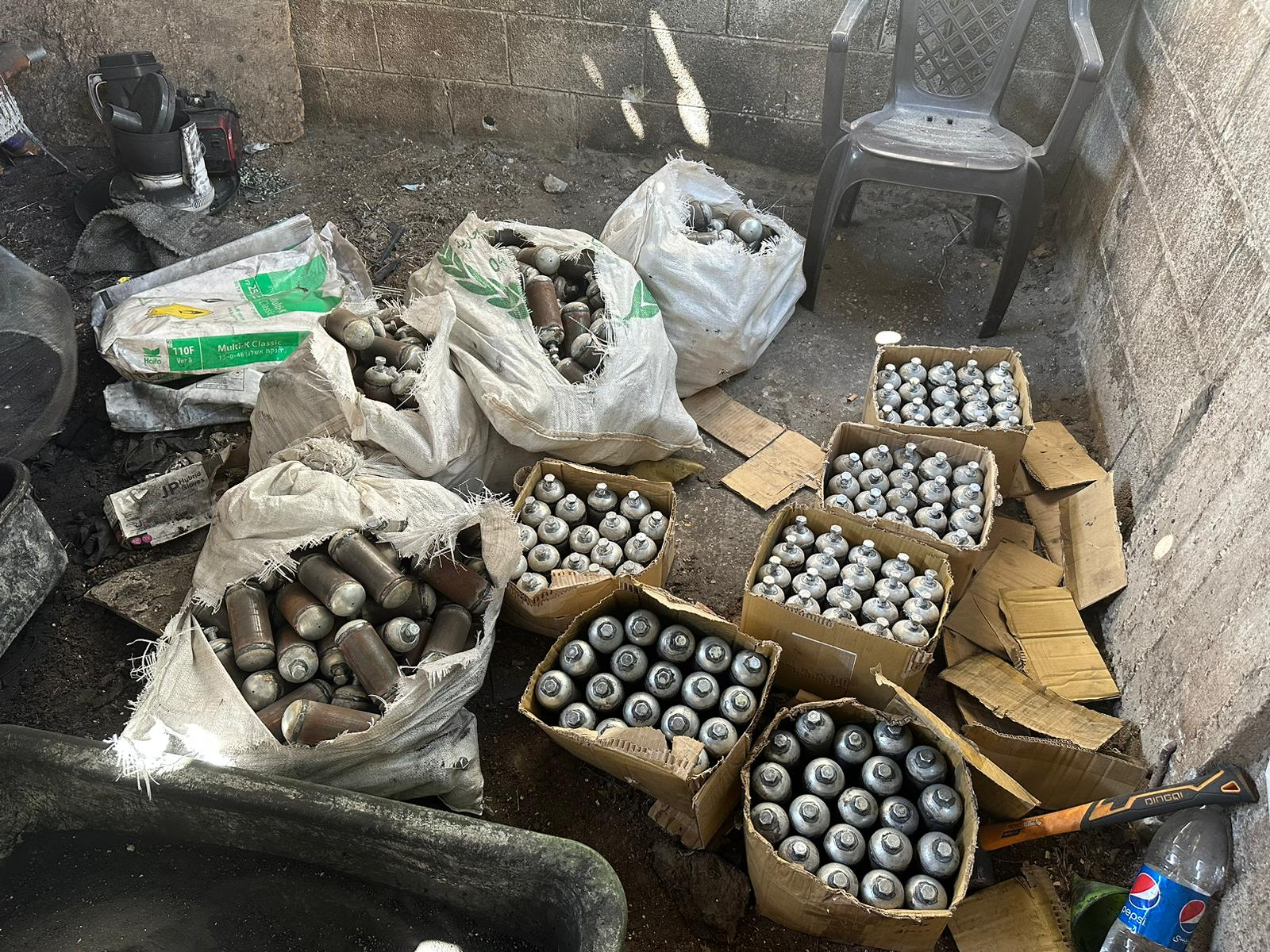
Hàng đống vũ khí được tìm thấy tại Jenin.

Theo Bộ Y tế Palestine, ít nhất 10 người Palestine, trong số đó có 3 trẻ vị thành niên đã thiệt mạng sau cuộc tấn công. 100 người bị thương trong số đó có 20 người đang trong tình trạng nguy kịch. Các nhà báo tại đây cũng cho biết đã bị hỏa lực của Israel nhắm đến sau khi đưa tin về sự kiện. Nhiều tòa nhà cũng bị hư hại sau cuộc tấn công.
Gần 3,000 người đã phải đi di cư hoặc được sơ tán khỏi trại để thoát khỏi cuộc giao tranh. Hiệp hội Trăng lưỡi liềm đỏ Palestine bày tỏ mối lo ngại con số này có thể sẽ tăng lên khi những hoạt động quân sự của Israel vẫn đang diễn ra trong khu vực.
Quân đội Israel công bố đã phát hiện ra ba cơ sở có liên quan đến sản xuất vũ khí và tịch thu nhiều kho chứa vũ khí cùng hàng trăm chất nổ. Các tên lửa được bắn trong chiến dịch cũng đã đánh trúng một trung tâm hoạt động được sử dụng từ lữ đoàn Jenin và một cơ sở sản xuất vũ khí và lưu trữ các thiết bị nổ.

## Kết quả
Trong cuộc tấn công, có tổng cộng 12 người Palestine thiệt mạng, 4 người trong số đó được cho là binh sĩ từ Jihad Hồi giáo và một người là binh sĩ Hamas.
| Nạn nhân                    | Tuổi |
| --------------------------- | ---- |
| Nour al-Din Hussam Marshoud | 16   |
| Mustafa Emad Qasem          | 16   |
| Majdi Younis Ararawi        | 17   |
| Ali Hani al-Ghoul           | 17   |
| Hussam Mohammad Abu Dhiba   | 18   |
| Ows Hani Hanoun             | 19   |
| Samih Faris Abu Aloufa      | 20   |
| Ahmad Mohammad Amer         | 21   |
| Odai Ibrahim Khamayseh      | 22   |
| Mohammad Muhannad al-Shami  | 23   |
| David Yehuda Yitzhak        | 23   |

## Phản ứng

### Trong nước
Người phát ngôn của phủ tổng thống Palestine Nabil Abu Rudeineh khẳng định người dân họ sẽ không nhượng bộ, đầu hàng hay lùi bước trước hành động xâm lược tàn bạo của Israel. Tại Dải Gaza, một cuộc biểu tình đã được tổ chức bởi nhiều nhóm chính trị địa phương được cầm quyền bởi đảng Hamas và PFLP nhằm hợp tác với Jenin. Buổi tang lễ đầu tiên được diễn ra vào ngày 5 tháng 7. Khi các thành viên cấp cao của Chính quyền Palestine tham dự để bày tỏ sự kính trọng đối với những nạn nhân trong cuộc tấn công.

### Quốc tế
Nhiều quốc gia Trung Đông như Jordan, Algérie, Ai Cập, UAE và OIC đã lên án về cuộc tấn công. Tổ chức Hezbollah cũng lên án cuộc tấn công và khẳng định Palestine có thể sở hữu nhiều lựa chọn thay thế và các phương tiện vũ trang sẽ khiến cho Israel phải hối hận về hành động của mình.

### Liên Hợp Quốc
Điều phối viên nhân đạo của Liên Hợp Quốc tại khu vực Palestine, bà Lynn Hastings đã đăng một bài viết trên Twitter bày tỏ mối quan ngại về hoạt động quân sự quy mô lớn của Israel.
Vào ngày 6 tháng 7, Tổng thư ký Liên hợp quốc Antonio Guterres bày tỏ thái độ tức giận và đã lên án vụ tấn công là sử dụng vũ lực quá mức, yêu cầu Israel phải có trách nhiệm để đảm bảo cho người dân được bảo vệ trước mọi hành vi bạo lực. Tuyên bố này được đưa ra sau một tuyên bố vào ngày 5 tháng 7 từ ba chuyên gia nhân quyền độc lập của Liên Hợp Quốc khẳng định rằng, những hành động này đã vi phạm luật pháp và tiêu chuẩn quốc tế về sử dụng vũ lực và có thể biến thành một tội ác chiến tranh.

## Diễn biến sau chiến dịch
Vào ngày 4 tháng 7, khoảng 9 người bị thương ở thủ đô Tel Aviv của Israel sau một vụ đâm xe của một người đàn ông người Palestine. Chính quyền Hamas đã khẳng định vụ tai  nạn như là sự trả thù cho cuộc tấn công ở Jenin.
Vào ngày 5 tháng 7 tại khu vực gần núi Gerizim, các binh sĩ có vũ trang đã nổ súng vào một chiếc xe cảnh sát được ghi nhận là của Israel. Chiếc xe sau đó đã bị hư hại hoàn toàn bao gồm cả một cửa hàng địa phương. Tuy nhiên, cuộc nổ súng không gây ra bất kỳ trường hợp thương tích nào và các binh sĩ hiện vẫn chưa bị bắt. Bên lữ đoàn PFLP, Abu Ali Mustapha đã nhận toàn bộ trách nhiệm về vụ nổ súng vừa rồi. Ngày hôm sau, hai tay súng người Palestine đã phải chịu trách nhiệm về vụ xả súng đã bị quân đội Israel ám sát tại Nablus.